# Alexéi Chíbizov
Alexéi Chíbizov –en ruso, Алексей Чибисов– es un deportista ruso que compite en vela en la clase Formula Kite. Ganó una medalla de plata en el Campeonato Europeo de Formula Kite de 2019.

## Palmarés internacional
| \| Campeonato Europeo \| Campeonato Europeo \| Campeonato Europeo \| Campeonato Europeo \| \| Año \| Lugar \| Medalla \| Clase \| \| ------------------ \| -------------------- \| ------------------ \| ----------------------------- \| \| 2019 \| Torregrande (Italia) \| Medalla de plata \| Formula Kite por relevo mixto \| |                      |                  |                               |
| Campeonato Europeo |                      |                  |                               |
| Año | Lugar                | Medalla          | Clase                         |
| 2019 | Torregrande (Italia) | Medalla de plata | Formula Kite por relevo mixto |